# 馬邊廳
馬邊廳是清代的一個廳。明為馬湖府地，清初為馬邊營。乾隆二十九年（1764）置廳，設通判。隸敘州府。即今四川馬邊彝族自治縣。
馬邊廳在敘州府西六百里。本屏山縣地，初為馬邊營，乾隆二十九年改廳。